# Rainer Blum
Rainer Blum (né le 18 janvier 1960 à Augsbourg) est un joueur professionnel allemand de hockey sur glace.

## Carrière
Blum commence sa carrière dans l'équipe junior du Augsburg EV. À 17 ans, il joue avec l'équipe élite en 2. Bundesliga. En fin de saison, cette formation est promue dans la division supérieure.
En 1979, Blum arrive au SB DJK Rosenheim. La saison suivante, il rejoint le Mannheimer ERC, avec qui il devient vice-champion en 1983. Il revient à Rosenheim, qui remporte deux fois le titre de champion en 1985 et 1989, et trois fois celui de vice-champion. Entre 1992 et 1995, il fait partie du EHC Klostersee, en Oberliga.
Après la fin de sa carrière en 1995, il devient propriétaire d'un terrain de golf.
Au niveau international, Rainer Blum participe avec l'équipe d'Allemagne au championnat du monde junior de hockey sur glace en 1979 et 1980. En 1982, il est sélectionné pour la première fois chez les adultes et participe au trophée Izvestia ; il sera à nouveau retenu pour l'édition 1984. Il fait cinq matchs de la Coupe Canada 1984. Il joue vingt matchs lors des championnats 1985 et 1986. Blum compte 68 sélections en équipe d'Allemagne de l'ouest.